# Join the Club
"Join the Club" je 67. epizoda HBO-ove televizijske serije Obitelj Soprano i druga u šestoj sezoni serije. Napisao ju je David Chase, režirao David Nutter, a originalno je emitirana 19. ožujka 2006.

## Radnja
Tony je u kritičnom stanju, dva dana nakon što ga je ustrijelio Stric Junior. Nakon što se probudio i iščupao cijev za disanje, liječnici iz jedinice intenzivne njege sedativima izazivaju induciranu komu. Nekoliko liječnika komentira komplikacije Tonyjeve rane, od kojih je najopasnija sepsa te potiču Carmelu i druge da razgovaraju s njim i puštaju mu glazbu koju voli u nadi da će se opraviti. Međutim, isto tako upozoravaju obitelj na "vjerojatni negativni ishod", kao i na mogućnost oštećenja mozga. Carmela upita liječnika je li Tony "svjestan da umire".
Junior je uhićen i zadržan na ispitivanju o pucnjavi. On je zbunjen cijelom situacijom, neprijateljski nastrojen prema ispitivačima te se ne sjeća da ima novog odvjetnika koji je zamijenio Harolda Melvoina, kojeg je otpustio nakon što je ovaj doživio moždani udar. On poriče da je ustrijelio nećaka te da je on to morao učiniti sam sebi, jer je "depresivan".
Christopher, Paulie i Vito Spatafore tijekom krize pokušavaju biti pri ruci Tonyjevoj obitelji te se svađaju oko toga tko će A.J.-a odvesti kući.
Tijekom bdijenja za pokojnog vojnika Eugenea Pontecorva, održava se sastanak suradnika, a Silvio preuzima Tonyjeve odgovornosti izvršnog šefa. Sastanak otkriva i da su neki, iako odani Tonyju, bijesni na Juniora, dok su drugi sumnjičavi zašto Bobby — Juniorov skrbnik — nije bio u kući te noći. Vito se ponudi da preuzme Eugeneove kladioničarske poslove, a kasnije spomene Janice da je Eugene možda bio homoseksualac koji nije imao s kim razgovarati.
U međuvremenu, A.J. izbjegava Tonyjevu sobu te zabušava svoje obiteljske i školske odgovornosti. Na Carmelinu nevjericu, razgovara s novinarom u bolnici, ali kasnije opsuje one koji su se okupili ispred doma Sopranovih; zaboravlja donijeti zatražene stvari koje bi mogle pomoći u Tonyjevu opravku. Požali se na bolove u trbuhu i tako izbjegne noćnu smjenu u bolnici. A.J.-evo nezainteresirano ponašanje brine Carmelu, koja to prenosi Rosalie Aprile. Kako je pretrpjela gubitak svojeglavog sina Jackieja, Rosalie savjetuje Carmeli da bude stroža s njim. Osim uobičajene zabrinutosti za svoga sina, Carmela se boji da je A.J.-evo duboko poštovanje prema svojem ocu razlog njegove rezerviranosti.
A.J. prizna Meadow da ga je sram te da je ljut zbog poteza svoje obitelji, pogotovo na Juniora, kojeg naziva "mumijom". A.J. konačno pristane na želje svoje obitelji da razgovara sa svojim komatoznim ocem. Nakon što su ostali sami (i nakon što je neko vrijeme govotrio o automobilima), A.J. se zakune da će osvetiti, kako on misli, očevu neizbježnu smrt. Nakon toga prizna majci da je napustio koledž nakon što je ostvario prosjek 1,4 te nakon što mu je školski savjetnik rekao kako bi bilo besmisleno vratiti se.
U komi, Tony doživljava dugi san. Budi se u hotelskoj sobi u Radisson Hotelu u Costa Mesi. On je dobroćudni trgovac optičkim uređajima na poslovnom putovanju bez svojeg stvarnog naglaska New Jerseyja. Odlazi u hotelski bar, gdje na televiziji primjećuje veliki požar u Costa Mesi; pogledavši kroz prozor, primjećuje i čudno svjetlo na horizontu. Sljedećeg jutra odlazi na konvenciju gdje ga zatraže osobnu iskaznicu kako bi ga propustili. Ali Tony ima tuđu lisnicu i aktovku, stanovitog Kevina Finnertyja iz Kingmana, na kojeg nalikuje. Tony kaže kako je sigurno nehotice pokupio te stvari prethodne večeri u hotelskom baru. Vraća se u bar, gdje skupina trgovačkih putnika načuje njegovu priču koju pripovijeda barmenu. Skupina poziva Tonyja da im se pridruži za večerom, tijekom koje on razgovara o svojem 'životu', aludiravši na krizu srednjih godina rekavši, "Mislim, tko sam ja? Gdje idem?" Dok skupina odlazi, Tony primjećuje reklamu na televiziji u kojoj se postavlja pitanje, "Jesu li grijeh, bolest i smrt stvarni?", popraćeno slikom križa. Nakon večere, ispred hotela, Tony se počne udvarati ženi iz skupine. Ona mu isprva udovoljava, ali ga zatim odbije. Kaže da mu je vidjela lice nakon telefonskog razgovora sa suprugom (čiji glas nije Carmelin). Iznenada, iznad njih dvoje dolazi helikopter i osvijetli ih reflektorom. Tony se u tom trenutku probudi iz kome i iščupa cijev za disanje. Promrmlja, "Tko sam ja? Gdje idem?" 
San se nastavlja nakon što ga smještaju u drugu komu: on se prijavljuje u drugi hotel, Omni, pod Finnertyjevim imenom. Dva budistička redovnika načuju kako se prijavljuje te, misleći da je on Finnerty, priđu mu i kažu kako su zbog njegova sustava grijanja imali groznu zimu u samostanu. Tony im kaže kako on nije Finnerty, što razbjesni redovnike; nakratko se dohvate, ali redovnici pobjegnu. Sljedećeg jutra, hotelsko dizalo ne radi pa Tony mora koristiti stubište. Silazeći niz stepenice, posklizne se i padne; u ambulanti, liječnik kaže Tonyju da osim manjeg potresa mozga, njegov CT pokazuje kako ima crne mrlje na mozgu, što sugerira manjak kisika. Liječnik kaže kako to indicira rani stadij Alzheimerove bolesti. Nakon što ga liječnik ostavi u njegovu krevetu, Tony sam sebi kaže "Izgubljen sam". Vrativši se u svoju hotelsku sobu, Tony uzme telefon, ali poklopi prije nego što je ikoga nazvao i pogleda kroz prozor dok na horizontu i dalje sija tajanstvena svjetlost.

## Glavni glumci
- James Gandolfini kao Tony Soprano
- Lorraine Bracco kao dr. Jennifer Melfi *
- Edie Falco kao Carmela Soprano
- Michael Imperioli kao Christopher Moltisanti
- Dominic Chianese kao Corrado Soprano, Jr.
- Steven Van Zandt kao Silvio Dante
- Tony Sirico kao Paulie Gualtieri
- Robert Iler kao A.J. Soprano
- Jamie-Lynn Sigler kao Meadow Soprano
- Aida Turturro kao Janice Soprano
- Steve Schirripa kao Bobby Baccalieri
- Dan Grimaldi kao Patsy Parisi
- Joseph R. Gannascoli kao Vito Spatafore

* samo potpis

### Gostujući glumci
| - Taleb Adlah kao Ahmed - Jerry Adler kao Hesh Rabkin - Sharon Angela kao Rosalie Aprile - Anjali Bhimani kao dr. Budraja - Ho Chow kao redovnik #2 - Gary Cowling kao sestra Tuthill - Tony Darrow kao Larry Boy Barese - Scott Davidson kao ćelavac - Suzanne Didonna kao Deanne Pontecorvo - Danielle Di Vecchio kao Barbara Giglione - Jason Edwards kao psiholog - Robert Funaro kao Eugene Pontecorvo - Quentin Heggs kao Afroamerikanac - Will Janowitz kao Finn Detrolio - Danny Johnson kao detektiv DeLeon - Austin Jones kao recepcionar - Wendy Kamenoff kao lažna Carmela - Amy Kean kao TV reporterka - Sheila Kelley kao Lee - Michael Kelly kao agent Ron Goddard - Donnie Keshawarz kao Muhammed - Traci Kindell kao medicinska sestra Leontine Overall | - Ted Koch kao detektiv Klinger - Brianna Laughlin kao Domenica Baccalieri - Kimberly Laughlin kao Domenica Baccalieri - C.S. Lee kao dr. Ba - Ron Leibman kao dr. Lior Plepler - Jason Loftus kao hotelski poslužitelj - Luz Lor kao sestra Aquino - Arthur J. Nascarella kao Carlo Gervasi - Henry O kao redovnik #1 - Peter O'Hara kao kao sportaš - Barbara Pindle kao medicinska sestra - Jay Russell kao službenik - Thomas Russo kao Robbie Pontecorvo - Lee R. Sellars kao prodavač - Jon Shaver kao visoki muškarac - Matt Servitto kao agent Dwight Harris - Grace Van Patten kao Ally Pontecorvo - Maureen Van Zandt kao Gabriella Dante - Emily Vaughan kao domaćica konferencijskog centra - Allan Wasserman kao Perry Benedek - Edward Watts kao barmen - Christopher Evan Welch kao liječnik hitne službe |

## Naslovna referenca
- U Tonyjevu snu, Lee (žena iz skupine trgovačkih putnika u baru) kaže Tonyju "join the club". To je izraz koji se često upućuje onome tko proživljava istu ili sličnu stvar.

## Reference na prijašnje epizode
- Carmela kaže Tonyju da žali što mu je rekla da će ići u Pakao kad umre. To se dogodilo u pilot epizodi
- Lee zanima kako se Tony prebacio s prodaje vrtnog namještaja na preciznu optiku. Tony je tijekom epizode "College" spomenuo prodavanje namještaja na Route 22 kao alternativni način života tijekom razgovora s Meadow i na terapiji s dr. Melfi.

## Glazba
- Pjesma za koju Carmela kaže kako ju je puštala tijekom cijelog vikenda u Tonyjevu autu na |Long Beach Islandu je "American Girl" sastava Tom Petty and The Heartbreakers.
- Na kraju epizode, kad se Tony vraća u svoju hotelsku sobu i uzima telefon ali se predomišlja, sviraMobyjeva "When It's Cold I'd Like to Die" s vokalima Mimi Goese.
- U Bada Bingu svira "Spitfire" The Prodigyja.
- Prva pjesma koju Carmela pušta Tonyju u bolnici je "Smoke on the Water" Deep Purplea.

## Vanjske poveznice
- Join the Club u internetskoj bazi filmova IMDb-a